# Édouard Lefèvre
 (juin 2021).
Si vous disposez d'ouvrages ou d'articles de référence ou si vous connaissez des sites web de qualité traitant du thème abordé ici, merci de compléter l'article en donnant les références utiles à sa vérifiabilité et en les liant à la section « Notes et références ».
Pour les articles homonymes, voir Lefèvre.
Édouard Aimable Edmond Lefèvre, né le 22 janvier 1839 à Chartres dans le département français d'Eure-et-Loir et mort le 17 juin 1894 à Paris, est un botaniste français et un entomologiste spécialisé dans les coléoptères. Il devient membre de la Société entomologique de France en 1869.

## Biographie
Il est fonctionnaire.

## Publications
(liste partielle)
- Aperçu sur la flore de l'arrondissement de Chartres, Chartres, imprimerie Garnier, 1860 ;
- Botanique du département d'Eure-et-Loir, Société archéologique d'Eure-et-Loir, Chartres, Petrot-Gernier, 1866, lire en ligne sur Commons, 336 pages ;
- Liste des coléoptères recueillis en Tunisie en 1883 par M. A. Letourneux, dressée par M. Ed. Lefèvre, avec le concours de MM. L. Fairmaire, de Marseul et Dr Sénac, Paris, Imprimerie nationale, 1885, lire en ligne sur Commons, 24 pages.